# Stegastes rocasensis
Stegastes rocasensis es una especie de peces de la familia Pomacentridae en el orden de los Perciformes.

## Morfología
Los machos pueden llegar alcanzar los 8,5 cm de longitud total.

## Hábitat y distribución
Es del océano Atlántico, presente en aguas suroccidentales (costas de Brasil, incluyendo las islas de Sao Paulo) y centro-orientales.